# Паралельне кіновиробництво
Знімання у «паралельних кіновиробництвах» — практика знімання двох або більше фільмів під час одного загального виробництва, яка скорочує грошові витрати та час.
Трилогії поширені в кіноіндустрії, особливо у жанрах наукової фантастики, фентезі, бойовика, жахів, трилера і пригод. Виробничі компанії можуть дати, якщо перший фільм мав фінансовий успіх, зелене світло другому і третьому фільмам у та знімати їх паралельно. У разі, коли довгий роман занадто змістовний для адаптації а один фільм — його розбивають на дві або більше частин, які зазвичай знімаються паралельно.

## Приклади
- Після успіху фільму 1985 року «Назад у майбутнє», два сиквели «Назад у майбутнє 2» і «Назад у майбутнє 3» були у виробництві з лютого 1989 року по березень 1990 року.
- Трилогія «Володар перснів» була знята повністю за 438 днів у Новій Зеландії з жовтня 1999 року по грудень 2000 року, з щорічними релізами кожного фільму з 2001 по 2003 рік. Аналогічним чином, трилогія «Гоббіт» була знята паралельно у Новій Зеландії з березня 2011 року по липень 2012 року.
- «Матриця: Перезавантаження» та «Матриця: Революція» зняли паралельно та випустили з різницею у шість місяців, у травні 2003 року та листопаді 2003 року.
- Історія про «Убити Білла» була знята як один фільм, але розділений на два «томи»: «Убити Білла. Фільм 1» та «Убити Білла. Фільм 2». Які вийшли з різницею у шість місяців в 2003 і 2004 роках.
- «Пірати Карибського моря: Скриня мерця» та «Пірати Карибського моря: На краю світу» зняли паралельно з лютого 2005 року по січень 2007 року і випустили з різницею у рік у липні 2006 року та травні 2007 року.
- Гаррі Поттер і смертельні реліквії Частина 1 та Частина 2 знімалися разом з лютого 2009 року по червень 2010 року.
- Чотири, поки що «неназваних», сиквелів Аватара знімаються паралельно по два фільми.
- «Месники: Війна нескінченності» та «Месники: Завершення» знімалися паралельно з січня 2017 року по січень 2018 року, з дозніманням для другого фільму, які завершилися у жовтні 2018 року. Перша частина вийшла у квітні 2018 року, а реліз другої заплановано на квітень 2019 року.